# كيفن مولر (لاعب كرة قدم ألماني)
كيفن مولر (بالألمانية: Kevin Müller)‏ (و. 1991  م) هو لاعب كرة قدم، من ألمانيا، ولد في روستوك، يلعب كحارس مرمى.

## روابط خارجية
- كيفن مولر على موقع قاعدة بيانات كرة القدم.إي يو (الإنجليزية)
- كيفن مولر على موقع بيانات كرة القدم. دي إي (الألمانية)
- كيفن مولر على موقع Soccerway.com (الإنجليزية)
- كيفن مولر على موقع عالم كرة القدم.نت (الإنجليزية)
- كيفن مولر على موقع AS.com (الإسبانية)